# Viaszos vászon
A viaszosvászon egy textilféleség. Nyomása igen hasonló a tapétanyomáshoz. A viaszosvászonra ugyanis domborúan vésett alakzatú famintákkal erősen sűrített, vastag olajfestéket nyomnak. A nagyobb egyszínű mintákat vagy számos apró mintával nyomják, vagy ecsettel festik. Nagyobb ügyesség kell a vászon márványozásához meg különböző fák erezeteinek utánzásához, melyet ecset, spongya, gyapjú-pamacsok stb. segítségével szabad kézzel vagy olyan kis kézi géppel végeznek, mely többnyire domborúan mintázott fahengerből áll; ezt, miután durva szövettel begöngyölt festékhengerről festéket felvett, végigvezetik a viaszosvásznon, melyet a hosszú nyomóasztalon kiterítettek. Az alakzat finom részleteit fésűkkel, teregető ecsetekkel s effélékkel dolgozzák ki, miáltal megadják a természetes lágyságát. A nyomtatott vászon firnásszal bekenve, fényt kap.